# Memorijalni kompleks Batinska bitka
Memorijalni kompleks „Batinska bitka“ otvoren je 1976. godine u znak sjećanja na sudionike Batinske bitke iz studenog 1944. godine.

## Uređenje
U sastavu Memorijalnog kompleksa nalazi se spomenik Crvenoj armiji „Pobjeda“, rad akademskog kipara Antuna Augustinčića, podignut na mjestu najžešćih borbi (tzv. „krvava kota 169“), Spomen-dom s dvije izložbene prostorije i stalnom muzejskom izložbom o Batinskoj bici te Spomen-park i zajednička grobnica s posmrtnim ostacima 1.297 boraca Crvene armije. Za vrijeme Domovinskog rata, 1990-ih, većina muzejskih predmeta je očuvana iako su prostori pretrpjeli štete. Zbog neospornog značaja Batinske bitke, na prijedlog Ministarstva kulture RH, započelo se s izradom novog muzeološkog postava u građevinski obnovljenom Spomen-domu.
Spomenik „Pobjeda“, impozantni obelisk, podignut je 1947. godine na visoravni Gradac i visok je 26,5 metara. Spomenik se sastoji od tri dijela. Prvi je središnji stup u osnovi peterokuta s pet skulptura, a zatim skupina na pročelju koja predstavlja crvenoarmijce u jurišu, izvedene kao reljefe u bronci. Od prvog većeg platoa vodi 27 stuba na manji plato na kome je obelisk visok 19,5 metara i na njemu se nalazi brončana figura „Pobjeda“ visoka 7 metara. „Pobjeda“ drži u rukama baklju. Ispod spomenika je velika kosturnica u kojoj su pohranjeni posmrtni ostaci 1.297 boraca. U neposrednoj blizini spomenika „Pobjeda“ podignut je 1979. godine Spomen-dom Batinskoj bici. Dom zauzima prostor od 500 m² i izgrađen je po projektu Srećka Lončarevića. U Spomen-domu smješten je stalan postav Batinske bitke. Na „krvavoj koti 169” i danas su vidljivi ostaci bunkera i rovova. U samom mjestu Batina postoje četiri podruma iz 19. stoljeća, zasvođena bačvastim svodovima, iznad kojih je nasut sloj zatravljene zemlje. U ovim podrumima radila je privremena vojna bolnica i ambulanta Jugoslavenske i Crvene armije tijekom bitke.  
Jedan dio memorijalnog kompleksa, Spomen-muzej, izgrađen je 1981. godine, a nalazi se na bačkoj obali Dunava, na srbijanskoj strani. Muzej je služio za stacioniranje vojnih jedinica tijekom agresije na Hrvatsku. Pokrajinska vlada Vojvodine i grad Sombor zajedničkim su sredstvima obnovili spomen-muzej na obali Dunava kod Bezdana koji je s novom muzejskom postavkom službeno otvoren 11. studenoga 2017. na dan obilježavanja 73. godišnjice Batinske bitke u Drugom svjetskom ratu.